# Bauchem
Bauchem ist ein Ortsteil der Mittelstadt Geilenkirchen im Kreis Heinsberg in Nordrhein-Westfalen.

## Geographie

### Lage
Bauchem liegt nordwestlich von Geilenkirchen. Die Bundesstraße 56 und die Bundesstraße 221 verlaufen als gemeinsame, südwestliche Ortsumgehung um das Stadtgebiet Geilenkirchen und Bauchen und werden ab Am Weißenhaus bzw. Bergerhof als Einzelstraßen weitergeführt.

### Gewässer
Bei Starkregen und bei Schneeschmelze fließt das Oberflächenwasser (GEBKZ 282873) aus Bauchem über die Kanalisation in die Wurm ab.

### Nachbarorte
| Gillrath  | Niederheid                                  | Süggerath     |
| Nierstraß | Kompassrose, die auf Nachbargemeinden zeigt | Geilenkirchen |
| Teveren   | Frelenberg                                  | Waurichen     |

### Siedlungsform
Bauchem ist ein beidseitig bebautes Haufendorf. Der Ort wuchs im 20. Jahrhundert völlig mit dem unterhalb gelegenen Geilenkirchener Stadtzentrum zusammen. Die Baustruktur des Ortes zeigt eine Mischung aus Wohn- und Geschäftshäusern, durchsetzt mit Märkten und mittelgroßen Industriebetrieben.

## Geschichte

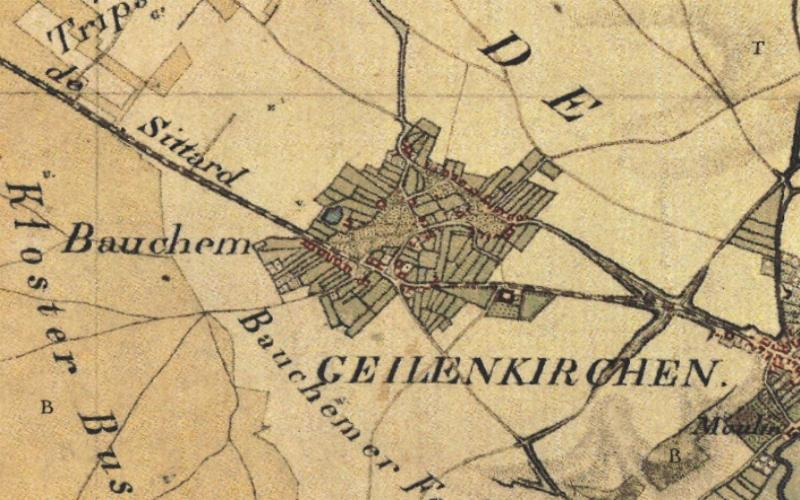
Bauchem auf der Tranchotkarte 1803–1820

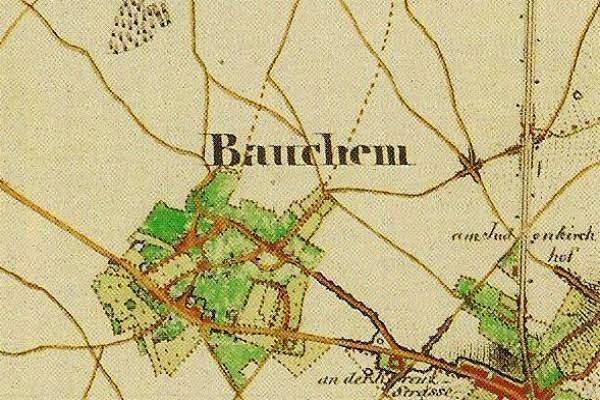
Bauchem auf der Urkatasterkarte von 1846

### Ortsname
- 1270 (de) Baugheim
- 1344 (de) Baucheym
- 14. Jh. Baycheym
- 1483 Bauchum
- 1515 Bachem
- 1666 Bauchum
- 1820 Bauchem

### Ortsgeschichte
Bauchem gehörte früher zum Jülicher Amt Geilenkirchen. Der Hof zu Bauchem dürfte wohl ursprünglich zur Grundherrschaft Geilenkirchen gehört haben. Nach dem Ort nannte sich im 13. und 14. Jahrhundert auch ein Geschlecht. Um diese Zeit erschien der Hof als Heinsberger Lehen und war seit dem 16. Jahrhundert Lehen der Mannkammer Geilenkirchen.
Bauchem hatte 1828 insgesamt 476 Einwohner, 1852 waren es 600 Einwohner. Zurzeit hat Bauchem etwa 3000 Einwohner. Im Zuge der Gebietsreform zum 1. Januar 1972 blieb Bauchem bei der Stadt Geilenkirchen.
Bauchem bildet mit Geilenkirchen und Hünshoven das Kerngebiet des Stadtbezirks. Ortsvorsteher ist Johannes Henßen (CDU) (Stand 2015).

### Kirchengeschichte

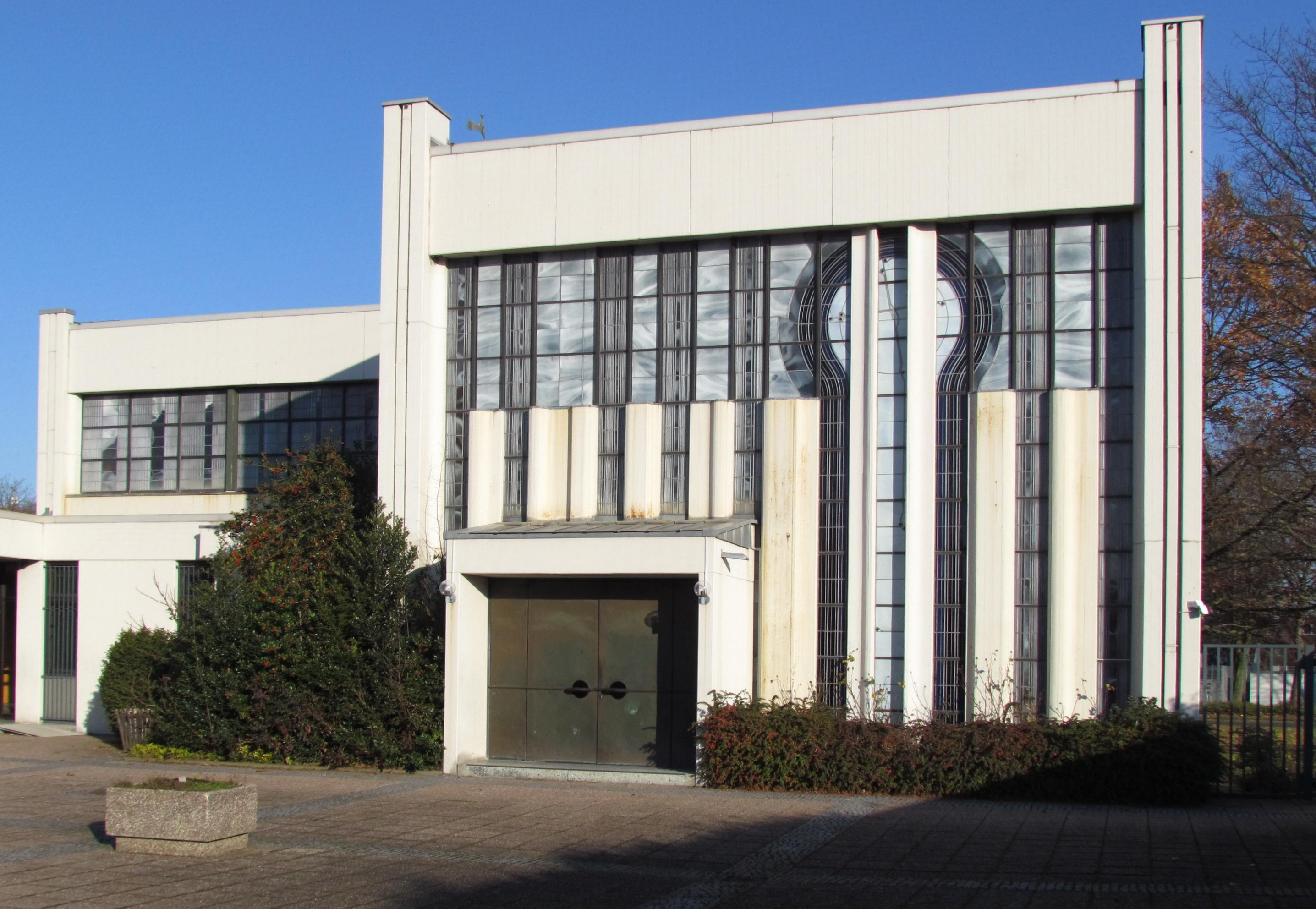
Garnisonskirche St. Josef

Die Pfarre St. Mariä Himmelfahrt setzt sich aus den Orten Geilenkirchen, Bauchem, Eichenthal, Horrig, Niederheid und Müncherath zusammen. Die Bevölkerung besteht zum größten Teil aus Katholiken.
Bei der Kirche, durch die die Stadt Geilenkirchen ihren Namen erhielt, wird es sich um eine Eigenkirche des Herrn der Burg gehandelt haben. 1201 war Goswin von Valkenburg Patronatsherr. 1487 erlaubte Johann IX. von Hoorn (Haus Horn), Bischof von Lüttich (1482–1506) die alte Kirche abzubrechen und durch einen Neubau zu ersetzen. Im Laufe der Jahrhunderte wurde die Kirche mehrmals verändert. 1822 wurde der Grundstein einer neuen Kirche gelegt, die 1851 eingeweiht wurde. Die Kriegsschäden aus dem Jahre 1944 waren bis 1953 behoben. Eine Renovierung der jetzigen Kirche erfolgte in den Jahren 1979 bis 1981.
1970 beschloss der Kirchenvorstand, in Bauchem ein Gemeindezentrum als Filialkirche St. Josef zu bauen. Dieses bestand aus Kirche, Gemeindesaal, Gruppenräumen und dazugehörigen Nebenräumen. Das Gemeindezentrum dient auch als Garnisonskirche der Selfkant-Kaserne.
Im Zuge der Pfarrgemeindereformen im Bistum Aachen wurde die ehemals eigenständige, katholische Pfarrgemeinde St. Mariä Himmelfahrt Geilenkirchen in die Gemeinschaft der Gemeinden (GdG) St. Bonifatius Geilenkirchen eingegliedert.

## Sehenswürdigkeiten

### Kunigundenkapelle

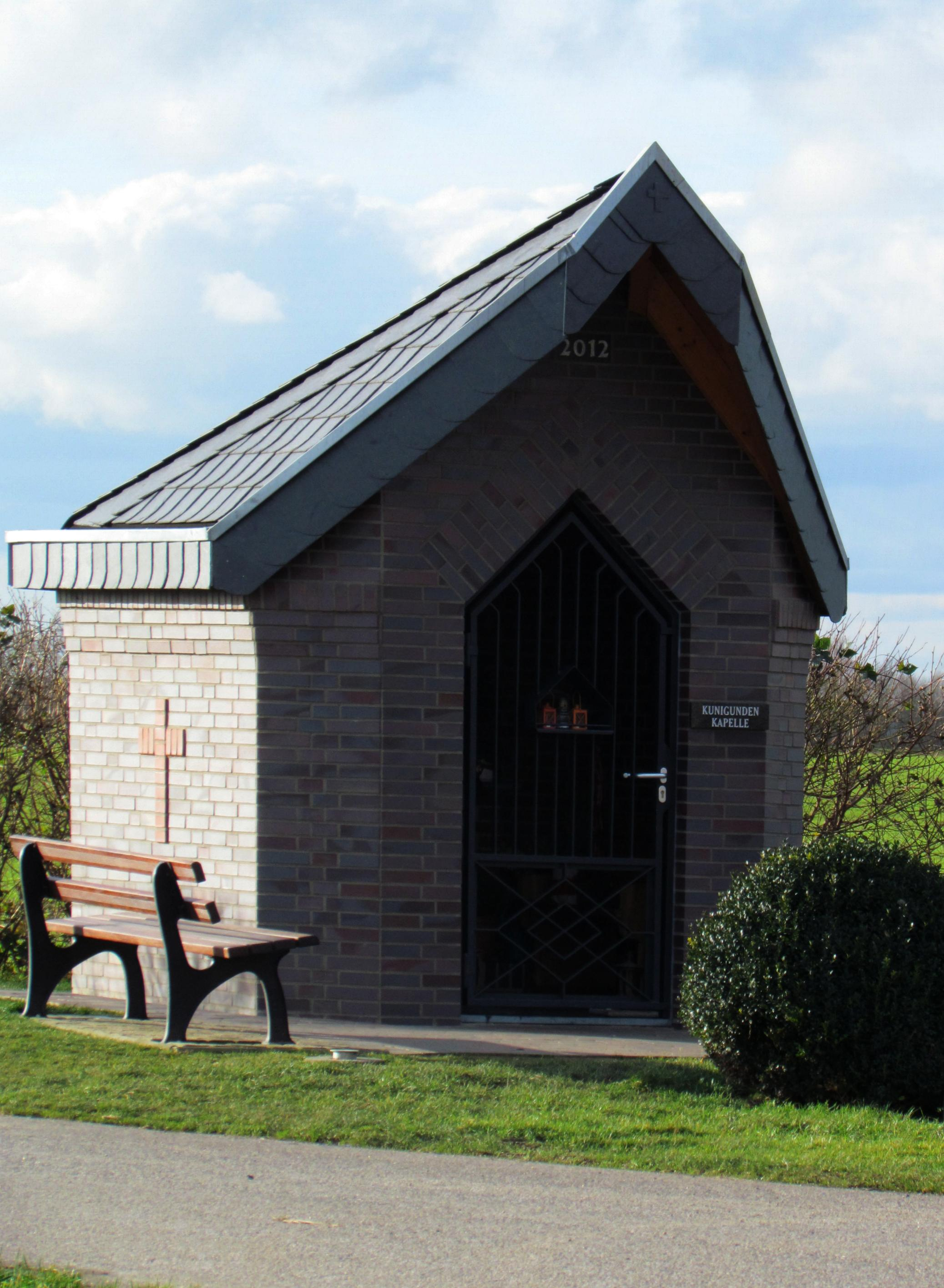
Kunigundenkapelle

Die kleine Kapelle befindet sich am Nierstraßer Weg am Ortsausgang in Richtung Nierstraß. Sie wurde 2012 privat vom Bauchemer Einwohner Hans Jansen als bleibende Erinnerung an seine Ehefrau errichtet. Die Einweihung der Privatkapelle fand am 31. August 2012 im Beisein kirchlicher Würdenträger sowie der Bruderschaft und des Trommler- und Pfeiferkorps Bauchem statt. Beide Vereine haben auch die Patenschaft übernommen. Die Kapelle besteht aus Backstein und ist mit Schiefer gedeckt. Im Inneren befindet sich ein gemauerter Altar mit einer Figur der Mutter Gottes, die durch ein schmiedeeisernes Türgitter vor ungebetenem Zugang geschützt ist.

### Weitere Sehenswürdigkeiten

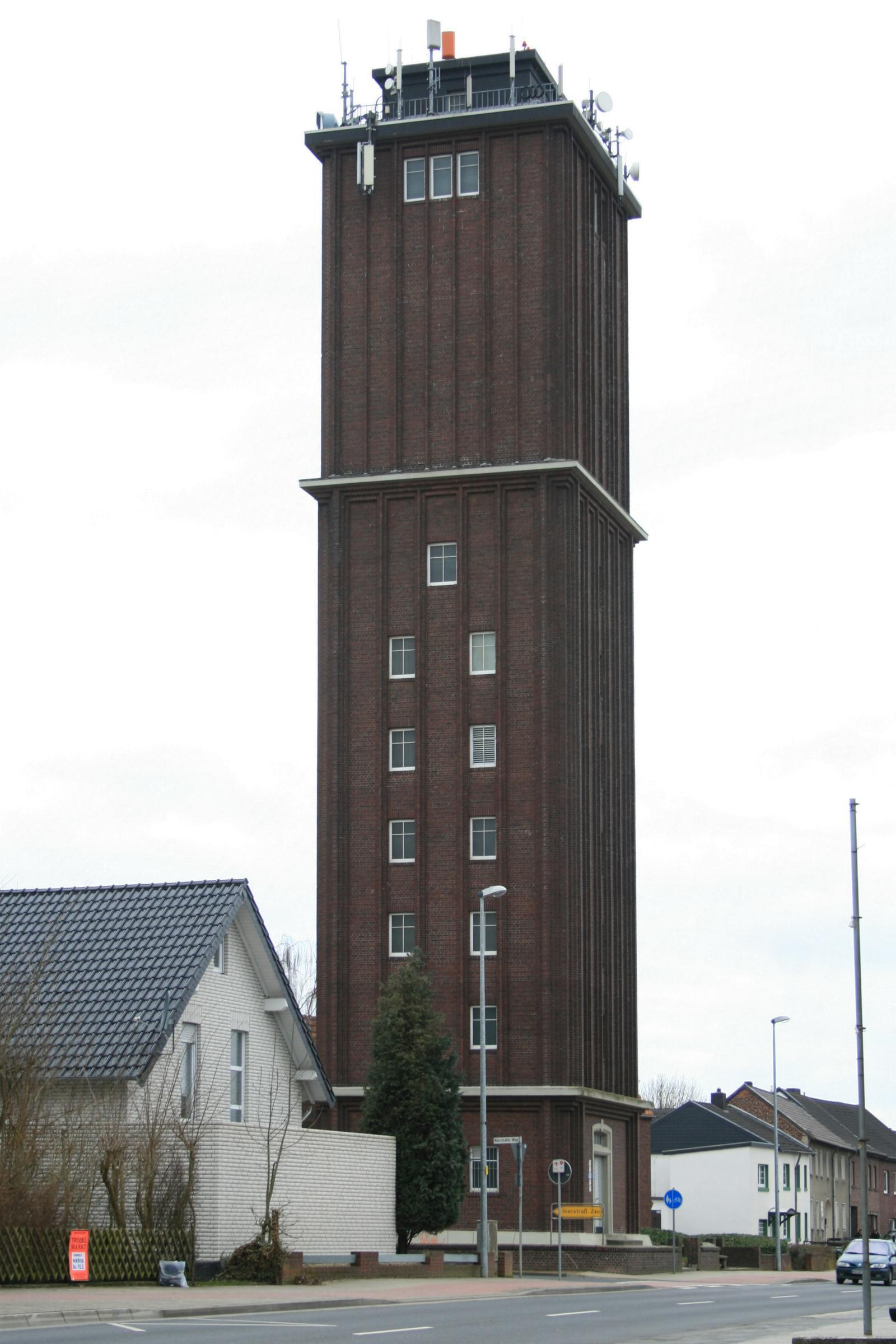
Wasserturm von 1949 in Bauchem

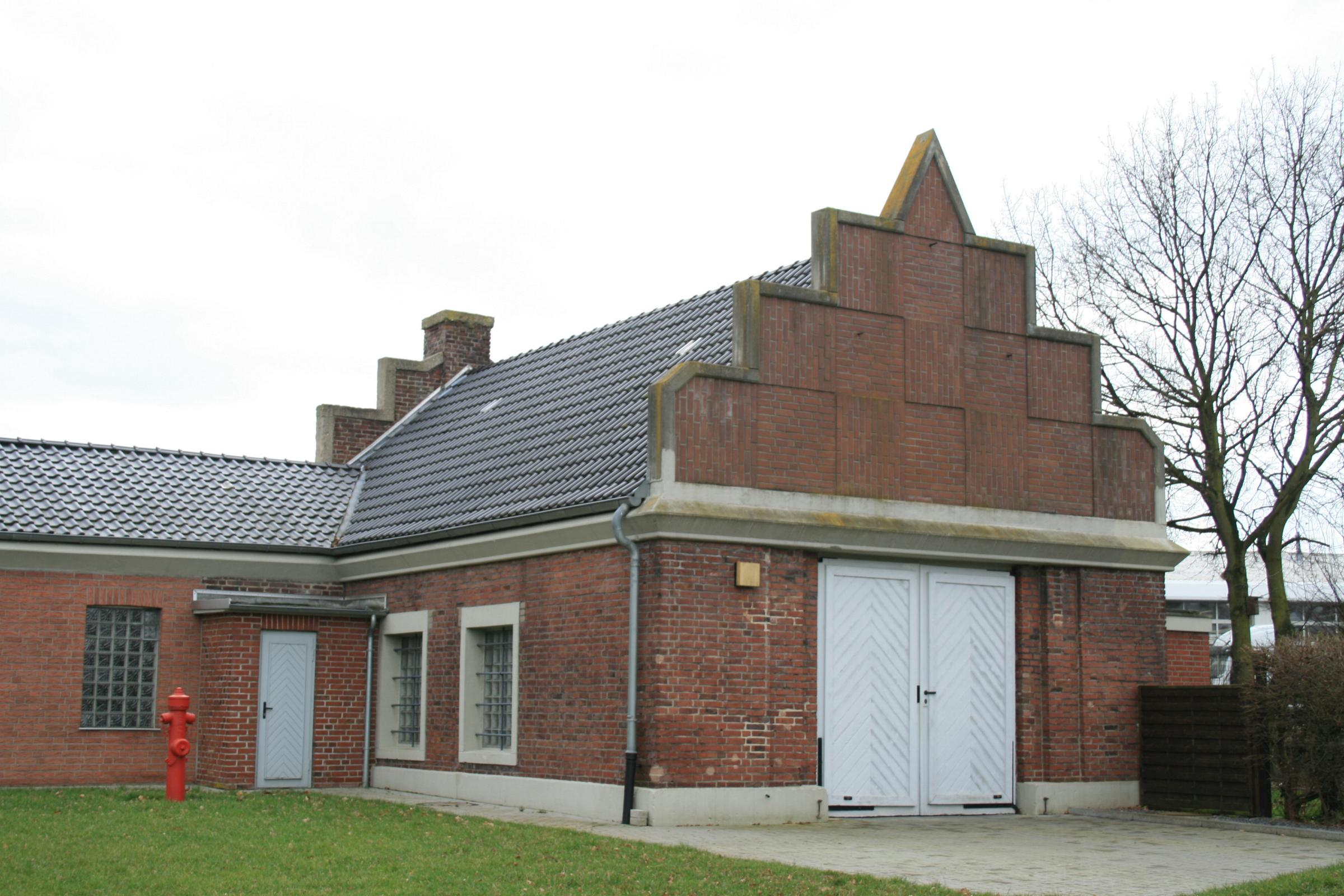
Tiefbrunnenanlage von 1924 in Bauchem

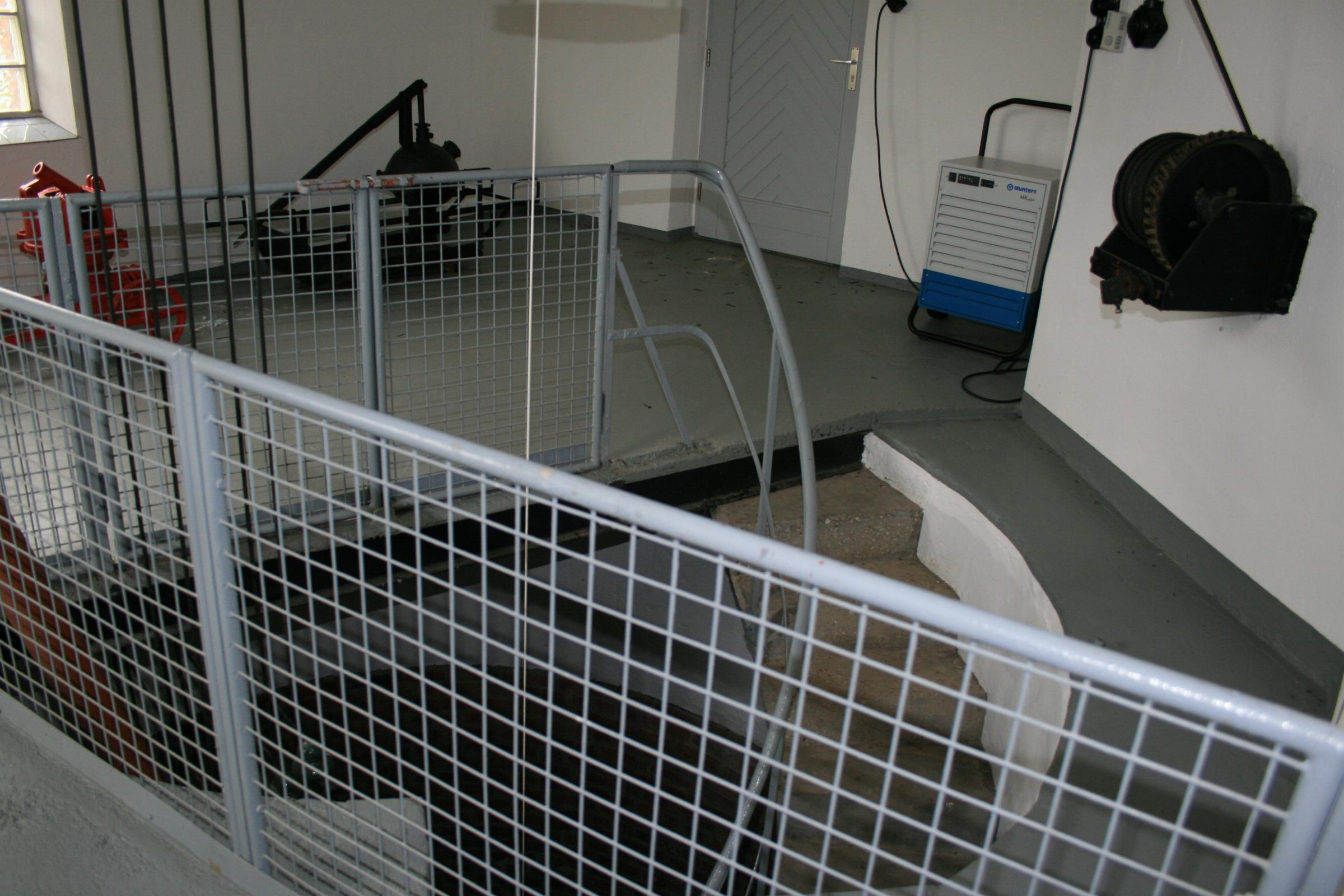
Eingang in den Tiefbrunnen

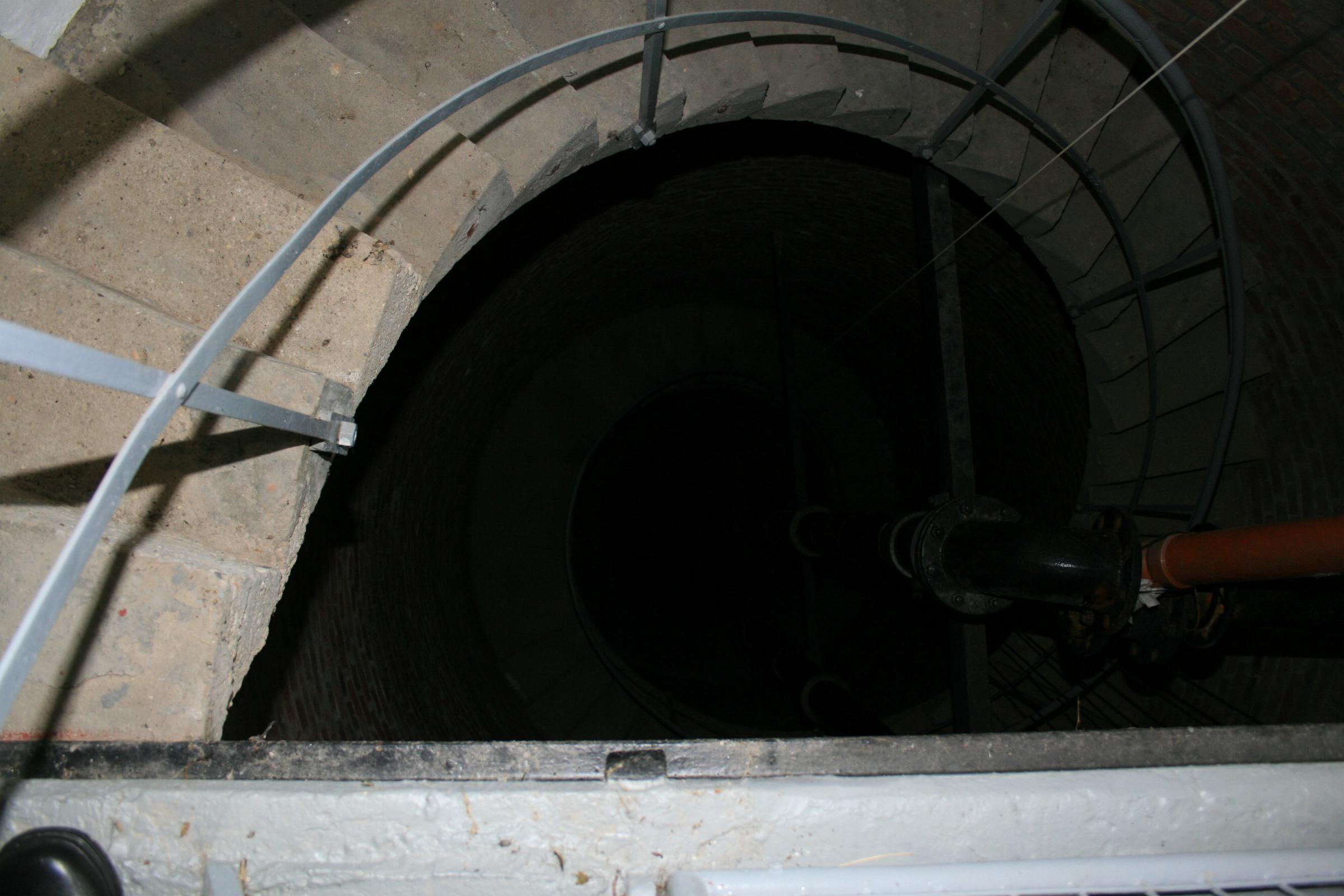
Blick in den Tiefbrunnen

- Gemeindezentrum St. Peter in Bauchem
- Hofanlage von 1790, Sittarder Straße 33–35, als Denkmal Nr. 24
- Wasserturm von 1949, Sittarder Straße, als Denkmal Nr. 69
- Tiefbrunnen von 1924, Sittarder Straße 15, als Denkmal Nr. 70

## Infrastruktur
- Zum Stichtag 31. Dezember 2013 lebten in Bauchem 3047 Personen.
- Es existieren in Bauchem neben mehreren landwirtschaftlichen Betrieben und Gärtnereien auch einige Gewerbebetriebe, Handwerksbetriebe, Dienstleistungsunternehmen, Geschäfte, Büros, Märkte und mehrere Kleingewerbebetriebe.
- Die städtische Kindertagesstätte Bauchem befindet sich an der Straße Im Gang 34–35.
- Insgesamt fünf Spielplätze sind in Bauchen an der Carl-Diem-Straße, Feldstraße, Vennstraße, Walloniestraße und Luxemburgstraße aufgebaut. Der Spielplatz Walloniestrasse gibt es nicht mehr. Hieraus wurden Baugrundstücke die mittlerweile bebaut sind.
- Eine Turnhalle sowie Sportanlagen stehen zur Verfügung.
- Der Ort hat Anschluss an das Radverkehrsnetz NRW.

Die AVV-Buslinien 410, 434, 435, 437, 491, GK1, GK2 und SB3 der WestVerkehr verbinden Bauchem mit Geilenkirchen, Gangelt und Heinsberg. Abends und am Wochenende kann außerdem der Multi-Bus angefordert werden.
| Linie | Verlauf |
| ----- | --- |
| 410   | (Oberbruch Schulzentrum – Unterbruch –) Heinsberg Busbf – Heinsberg AOK – (Schleiden – Uetterath – Rischden) / (Aphoven – Scheifendahl – Straeten – Waldenrath – Tripsrath – Hochheid) – (Bauchem – Geilenkirchen Schulzentrum – Bauchem –) Geilenkirchen Bf |
| 434   | Geilenkirchen Bf – Bauchem – Niederheid – Hatterath – Gillrath – Birgden – Schierwaldenrath Bf – Langbroich – Schümm – Brüxgen – Breberen – Saeffelen – Heilder – Höngen                                                                                     |
| 435   | Geilenkirchen Bf – Bauchem – Gillrath – Stahe – Birgden – Kreuzrath – Gangelt – Süsterseel – Hillensberg – Wehr – Tüddern – Höngen |
| 437   | Geilenkirchen Bf – Bauchem – Niederheid – Hatterath – Gillrath – Stahe – Niederbusch – Gangelt – Hastenrath – Kleinwehrhagen – Großwehrhagen – Höngen |
| 491   | Geilenkirchen Bf – (Bauchem – Nierstraß –) Teveren – Grotenrath – Scherpenseel – (Siepenbusch – Windhausen –) Marienberg – Palenberg Bf (– Palenberg – Übach)                                                                                                |
| GK1   | (Geilenkirchen Loherhof – Hünshoven –) Geilenkirchen Bf – (Burg Trips →) Bauchem – Niederheid |
| GK2   | (Geilenkirchen Bf – Bauchem) / (Gillrath – Hatterath) – Niederheid (– Rischden – Tripsrath – Hochheid) |
| SB3   | Schnellbus: Geilenkirchen Bf – Bauchem – Gillrath – Stahe – Gangelt – Süsterseel – Höngen – Tüddern – Sittard Stadhuis – Sittard Bf |

## Vereine
- Freiwillige Feuerwehr Geilenkirchen, zuständig auch für Bauchem
- Bauchem hatte bis Ende der 1950er bzw. Anfang der 1960er Jahre (?) noch eine eigene Löschgruppe der Freiwilligen Feuerwehr, einige wenige Freiwillige wechselten zur Löschgruppe Geilenkirchen.
- Trommler- und Pfeifercorps Bauchem e. V.
- St. Josef Schützenbruderschaft Bauchem e. V.
- Sportschützen Bauchem e. V.
- FC 09 Germania Bauchem e. V.[5]
- Interessengemeinschaft Neu-Bauchem e. V.
- Nachbarschaftshilfe Neu-Bauchem e. V.

## Regelmäßige Veranstaltungen
- St. Martin-Umzug in Bauchem

## Straßennamen
Am Alten Sportplatz, An der alten Schule, Ardennenstraße, Arndtstraße, Bauchemer Gracht, Brabantstraße, Burgunderweg, Carl-Diem-Straße, Feldstraße, Flandernstraße, Flurstraße, Friedrich-Loffler-Straße, Gartenstraße, Geldernstraße, Gotzenstraße, Heinestraße, Im Gang, Jahnstraße, Johann-Plum-Platz, Josefstraße, Limburgstraße, Luxemburgstraße, Lütticherstraße, Namurstraße, Niederheider Weg, Niederrheinstraße, Nierstraßer Weg, Pappelweg, Pestalozzistraße, Quimperlestraße, Robert-Koch-Straße, Sauerbruchstraße, Schillerstraße, Schützenstraße, Sittarder Straße, Tongerenweg, Turmstraße, Vennstraße, Walloniestraße, Wiesenstraße